# Epirus (kraj)
Epirus (řecky: Ήπειρος, Ípiros či Ēpeiros; latinsky: Epirus; albánsky: Epiri), případně také Épeiros, je jeden z krajů Řecka. Nachází se na severozápadě země, ze severozápadu sousedí s Albánií (kraje Gjirokaster, Korçe a Vlore , jinak též historický region Severní Epirus) , z východu sousedí s krajem Západní Makedonie a s Thesálií, z jihu s krajem Západní Řecko a ze západu je několika průlivy Jónského moře oddělen od různých Jónských ostrovů. Hlavním městem je Ioánnina. V roce 2011 v něm žilo 337 tisíc obyvatel.

## Etymologie a geografie

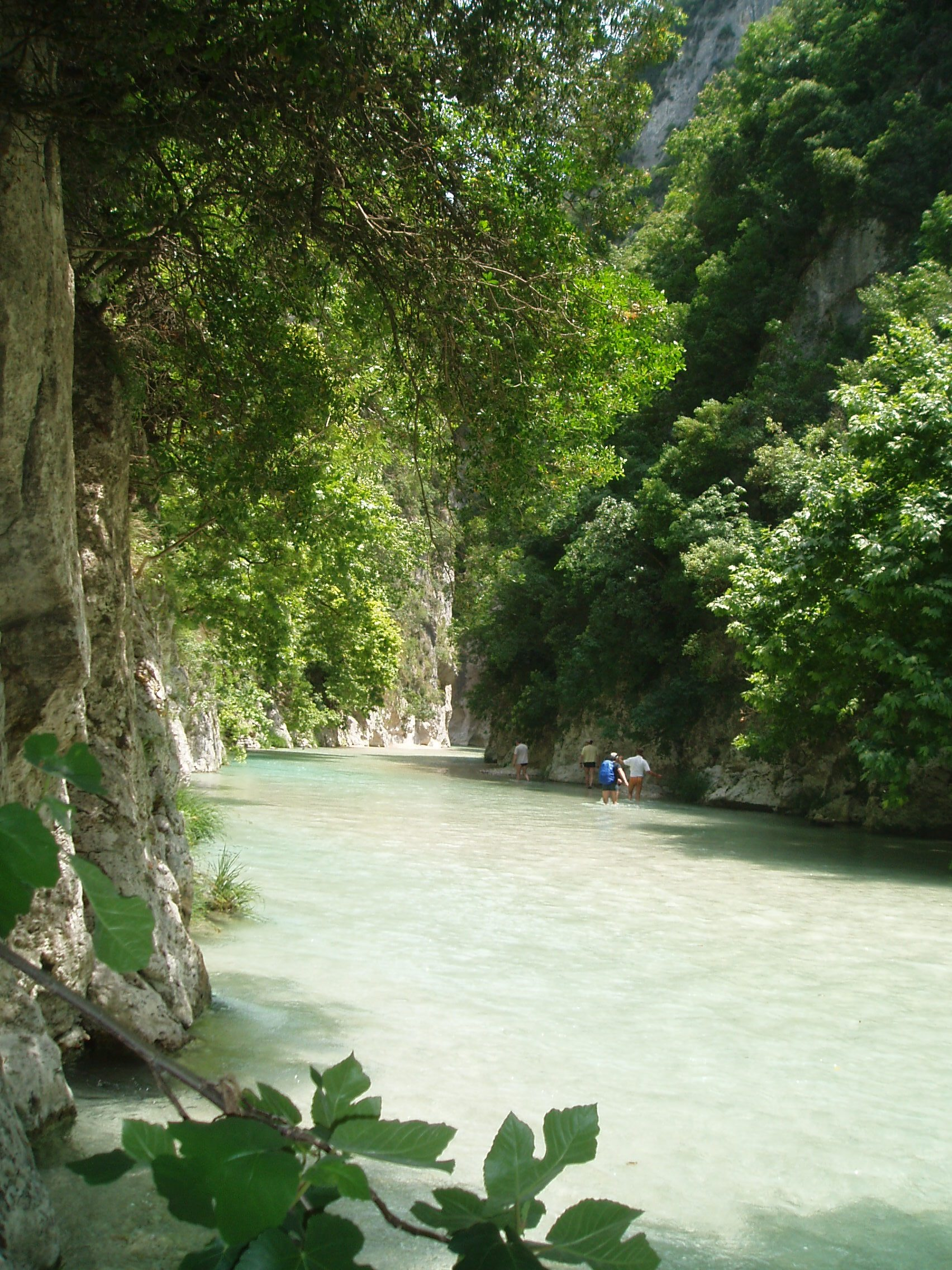
Řeka Acherón

Apeiros, původní jméno Epiru, je dórský termín označující „pevninu“ nebo „kontinent“, čímž byla tato země odlišena od Jónských ostrovů, nacházejících se při pobřeží Epiru. Původně bylo tohoto pojmu užíváno k pojmenování celého pobřeží severně od Patraského zálivu. Územní rozsah historického Épeiru je obecně vymezován městem Vlorë v Albánii na severu a Artským resp. Ambrakijským zálivem v Řecku na jihu. Východní hranice oblasti tvoří pohoří Pindos ve vnitrozemí Řecka, jež odděluje Epirus od Makedonie a Thesálie a v němž pramení řeka Aóos. Směrem na západ je Epirus omýván vodami Jaderského a Jónského moře. Při pobřeží Epiru leží ostrov Korfu (Kerkýra), který ale není součástí Epiru (ze správního hlediska náleží k Jónským ostrovům).
Epirus je charakteristický svojí drsnou a hornatou krajinou. Ta se vyznačuje převážně vysokými vápencovými pohořími, jež jsou součástí Dinárských hor a která dosahují výšky přes 2000 metrů. Většina Epiru se rozkládá na návětrné straně Pindu. Větry vanoucí z Jónského moře přináší oblasti vydatné deště, které činí z Epiru území s nejvyšším úhrnem srážek v Řecku. Klimatické podmínky jsou tudíž poměrně mírné. Místní vegetaci představují hlavně husté jehličnaté lesy plné divoké zvěře.

## Obyvatelstvo
Podle sčítání z roku 2001 je Epirus se svými 350 000 obyvateli nejméně obydleným řeckým krajem, což je částečně důsledkem častých a ničivých válečných konfliktů ve 20. století, stejně jako místních nepříznivých ekonomických podmínek. Třetina veškeré populace žije v Ioánnině, hlavním a největším městě regionu. Většinu obyvatelstva tvoří etničtí Řekové, jsou tu ale přítomny i relativně početné menšiny Arumunů a Albánců, které však inklinují ke splynutí s většinovými Řeky. S výjimkou turecké menšiny v západní Thrákii Řecko oficiálně neuznává žádnou jinou etnickou menšinu, tudíž je poměrně obtížné určit velikost arumunské populace. Podle etnografického výzkumu z roku 1994 dochází k dobrovolné grecizaci (pořečtění) místních Albánců. Přesto v Epiru (hlavně při hranicích s Albánií) dosud setrvávají lidé, kteří sami sebe označují za Albánce (Shqiptar).
Vytyčení hranic mezi Řeckem a Albánií v roce 1913 ponechalo velký počet Albánci resp. Řeky osídlených vesnic na špatné straně hranice. V Albánii je řecké území obývané albánskou menšinou považováno za součást oblasti nazývané Çameria. Problém vyhnání místního albánského obyvatelstva během řecké občanské války zůstává dosud předmětem opakujících se sporů mezi vládami v Tiraně a v Athénách.

## Hospodářství
Epirus náleží k nejchudším krajům Řecka a Evropské unie, neboť disponuje jen velmi málo nerostnými zdroji a jeho nerovný povrch představuje značnou komplikaci pro rozvíjení zemědělství. Průmysl a intenzivní zemědělství jsou koncentrovány výhradně v okolí města Ioánnina. Důležitou činností byl odpradávna chov koz a ovcí a s tím související produkce sýrů, avšak pastevectví je v posledních letech na ústupu. Rybolov poskytuje obživu pouze malému množství lidí. Taktéž turistika je zde oproti ostatním řeckým regionům jen slabě rozvinutá. Hlavními exportními artikly jsou olivový olej a tabák.